# Гутьеррес, Эрик
Эрик Габриэль Гутьеррес Галавис (англ. Erick Gabriel Gutiérrez Galaviz; род. 15 июня 1995, Лос-Мочис, Синалоа) — мексиканский футболист, полузащитник клуба «Гвадалахара» и сборной Мексики. Участник Олимпийских игр 2016 года в Рио-де-Жанейро. Участник чемпионата мира 2018 года.

## Клубная карьера
Гутьеррес — воспитанник клуба «Пачука». 27 октября 2013 года в матче против «Крус Асуль» он дебютировал в мексиканской Примере. 8 февраля 2015 года в поединке против «Толуки» Эрик забил свой первый гол за «Пачуку». В 2016 году он помог клубу выиграть чемпионат, через год одержать победу Лиге чемпионов КОНКАКАФ.
Летом 2018 года Гутьеррес перешёл в нидерландский ПСВ. Сумма трансфера составила 8 млн. евро. 15 сентября в матче против АДО Ден Хааг он дебютировал в Эредивизи. В этом же поединке Эрик забил свой первый гол за ПСВ. Три дня спустя, он появился на поле в матче Лиги Чемпионов против «Барселоны». В сезоне 2020/21 Гутьеррес пострадал от двух травм, отыграв на поле всего 150 минут за весь сезон. Позднее, вернувшись в строй, Эрик снова занял место одного их ключевых игроков команды. 11 августа 2022 года было объявлено, что Гутьеррес и ПСВ продлили контракт до 2025 года.
2 июля 2023 года Эрик Гутьеррес вернулся в Мексику и присоединился к клубу «Гвадалахара».

## Международная карьера
В 2015 году Эрик был включён в заявку молодёжной сборной Мексики на участие в Молодёжном кубке КОНКАКАФ на Ямайке. На турнире он сыграл в матчах против молодёжных команд Кубы, Канады, Сальвадора и Панамы. По итогам соревнований Гутьеррес завоевал золотую медаль.
Летом того же года Эрик принял участие в молодёжном чемпионате мира в Новой Зеландии. На турнире он сыграл в матчах против Уругвая, Сербии и Мали.
Летом 2016 года Гутьеррес в составе олимпийской сборной Мексики принял участие в Олимпийских играх в в Рио-де-Жанейро. На турнире он сыграл в матчах против команд Германии, Фиджи и Южной Кореи. В поединке против фиджийцев Эрик забил четыре гола.
12 октября 2016 года в товарищеском матче против сборной Панамы Гутьеррес дебютировал за сборную Мексики.
В 2017 году Гутьеррес стал бронзовым призёром Золотого кубка КОНКАКАФ. На турнире он сыграл в матчах против Сальвадора, Кюрасао и дважды Ямайки.
В 2018 году Гутьеррес принял участие в чемпионате мира проходившем в России. На турнире он был запасным и на поле не вышел.

### Голы за сборную Мексики (до 23)
| #  | Дата           | Место                          | Противник | Счёт | Результат | Соревнование          |
| -- | -------------- | ------------------------------ | --------- | ---- | --------- | --------------------- |
| 1. | 7 августа 2016 | Фонте-Нова, Салвадор, Бразилия | Фиджи     | 1:1  | 1:5       | Олимпийские игры 2016 |
| 2. | 7 августа 2016 | Фонте-Нова, Салвадор, Бразилия | Фиджи     | 1:2  | 1:5       | Олимпийские игры 2016 |
| 3. | 7 августа 2016 | Фонте-Нова, Салвадор, Бразилия | Фиджи     | 1:3  | 1:5       | Олимпийские игры 2016 |
| 4. | 7 августа 2016 | Фонте-Нова, Салвадор, Бразилия | Фиджи     | 1:5  | 1:5       | Олимпийские игры 2016 |

## Достижения
Командные
«Пачука»
- Чемпионат Мексики по футболу — Клаусура 2016
- Победитель Лиги чемпионов КОНКАКАФ — 2016/2017

ПСВ
- Обладатель Кубка Нидерландов (2): 2021/22, 2022/23
- Обладатель Суперкубка Нидерландов: 2022

Международные
Мексика (до 20)
- Чемпионат КОНКАКАФ среди молодёжных команд — 2015

Мексика
- Золотой кубок КОНКАКАФ — 2017